# Un cri du cœur
Pour les articles homonymes, voir Shout.
Pour plus de détails, voir Fiche technique et Distribution.
Un cri du cœur (Shout) est un film américain réalisé par Jeffrey Hornaday, sorti en 1991.

## Synopsis
Dans les années 50, un professeur de musique aux influences et méthodes inadéquates pour l'époque débarque dans un camp pour jeunes délinquants afin de leur inculquer les bases nécessaires au bon déroulement de leur fanfare.

## Fiche technique
- Titre français : Un cri du cœur
- Titre original : Shout
- Réalisation : Jeffrey Hornaday
- Scénario : Joe Gayton
- Musique : Randy Edelman
- Photographie : Robert Brinkmann
- Montage : Seth Flaum
- Production : Robert Simonds
- Sociétés de production : Robert Simonds Productions & Universal Pictures
- Société de distribution : Universal Pictures
- Pays de production :  États-Unis
- Langue : Anglais
- Format : Couleur - Dolby SR - 35 mm - 1.85:1
- Genre : Drame, Musical
- Durée : 89 min
- Dates de sortie :
  - États-Unis : 4 octobre 1991
  - France : 1er janvier 1991 en VHS, Toujours inédit en DVD

## Distribution
- John Travolta (VF : José Luccioni) : Jack Cabe
- Jamie Walters (VF : Emmanuel Curtil) : Jesse Tucker
- Heather Graham (VF : Vanina Pradier) : Sara Benedict
- Richard Jordan (VF : Jean-Luc Kayser) : Eugene Benedict
- Linda Fiorentino (VF : Ninou Fratellini) : Molly
- Scott Coffey (VF : Jérôme Berthoud) : Bradley
- Glenn Quinn (VF : Philippe Vincent) : Alan
- Francis von Zerneck (VF : Thierry Wermuth) : Toby
- Michael Bacall : Big Boy
- Sam Hennings (VF : Joël Martineau) : Travis Parker
- Gwyneth Paltrow : Rebecca
- Kristina Simonds : Rachel

 Source et légende : version française (VF) sur RS Doublage et selon le carton du doublage français sur le DVD zone 2.

## Distinctions
- Razzie Awards
  - Pire second rôle masculin pour John Travolta
- Young Artist Awards
  - Meilleur acteur pour dans un second rôle pour Michael Bacall
  - Meilleure jeune actrice pour Heather Graham